# Посада Консепсион (Мулехе)
Посада Консепсион (шп. Posada Concepción) насеље је у Мексику у савезној држави Јужна Доња Калифорнија у општини Мулехе. Насеље се налази на надморској висини од 6 м.

## Становништво
Према подацима из 2010. године у насељу су живела 4 становника.

### Хронологија
| Година       | 2000         | 2005        | 2010 |
| ------------ | ------------ | ----------- | ---- |
| Становништво | 50 (26 / 24) | 22 (13 / 9) | 4    |

### Попис
| # | Индикатор                     | Вредност |
| - | ----------------------------- | -------- |
| 1 | Укупно домаћинстава           | 92       |
| 2 | Укупно насељених домаћинстава | 2        |
| 3 | Величина локације             | 1        |